# 莫紐門特比奇 (麻薩諸塞州)
莫紐門特比奇（英語：Monument Beach）是一個位於美國麻薩諸塞州巴恩斯特布爾縣的普查規定居民點。

## 人口
根據2020年美國人口普查的數據，莫紐門特比奇的面積為8.97平方千米，當中陸地面積為6.69平方千米，而水域面積為2.28平方千米。當地共有人口2784人，而人口密度為每平方千米310人。